# バック・エクステンション
バック・エクステンション(back extension)はウエイトトレーニングの基本的種目の一つ。脊柱起立筋・大臀筋・ハムストリングスなどの筋力・筋量が増加する。
ローマンベンチ(ローマンチェアー)を用いる。ほぼ水平なものと約45度に角度がついたもの、角度調節が可能なものがある。後者を用いる運動はハイパー・エクステンションと呼ばれる。フラットベンチを用いてパートナーに足を押さえてもらいながら行うこともできる。負荷を重くしたい場合は肩にバーベルを担いで行う。

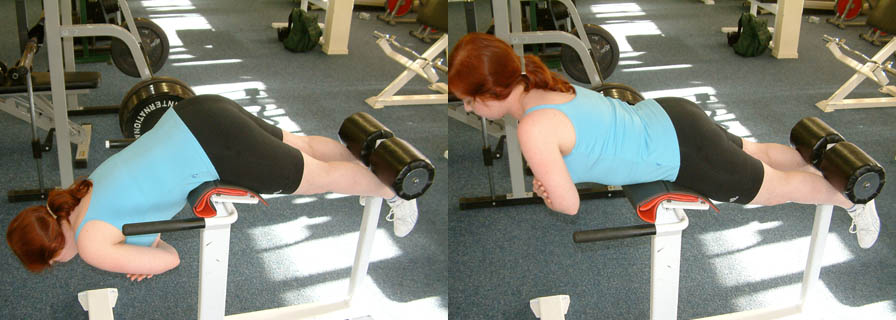
ローマンチェアーを使用したバック・エクステンション

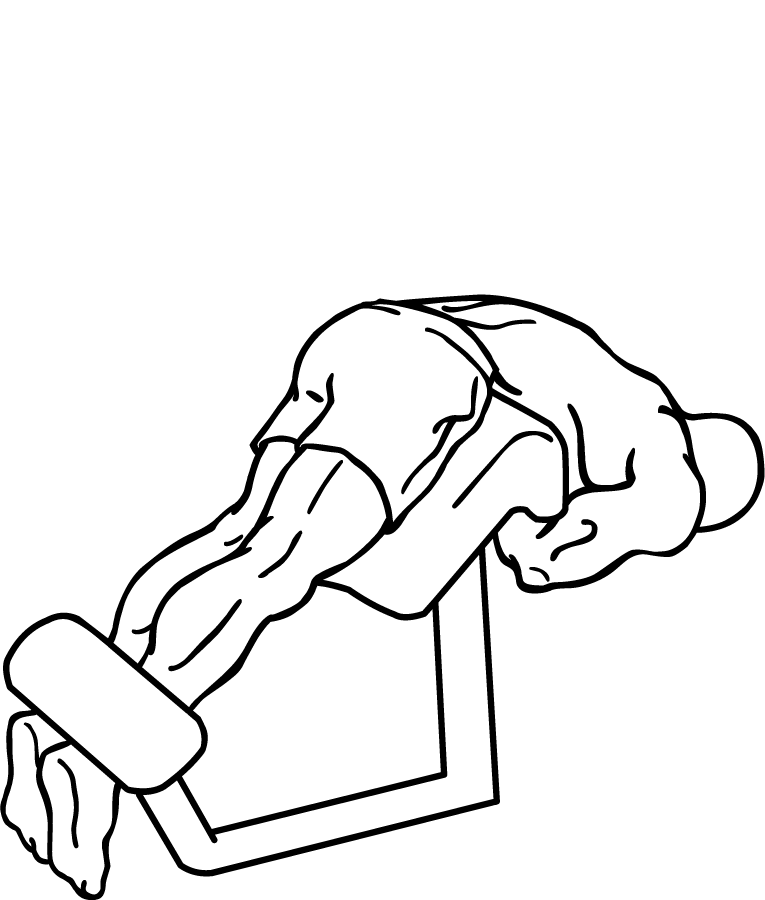
ハイパー・エクステンション(スタート)

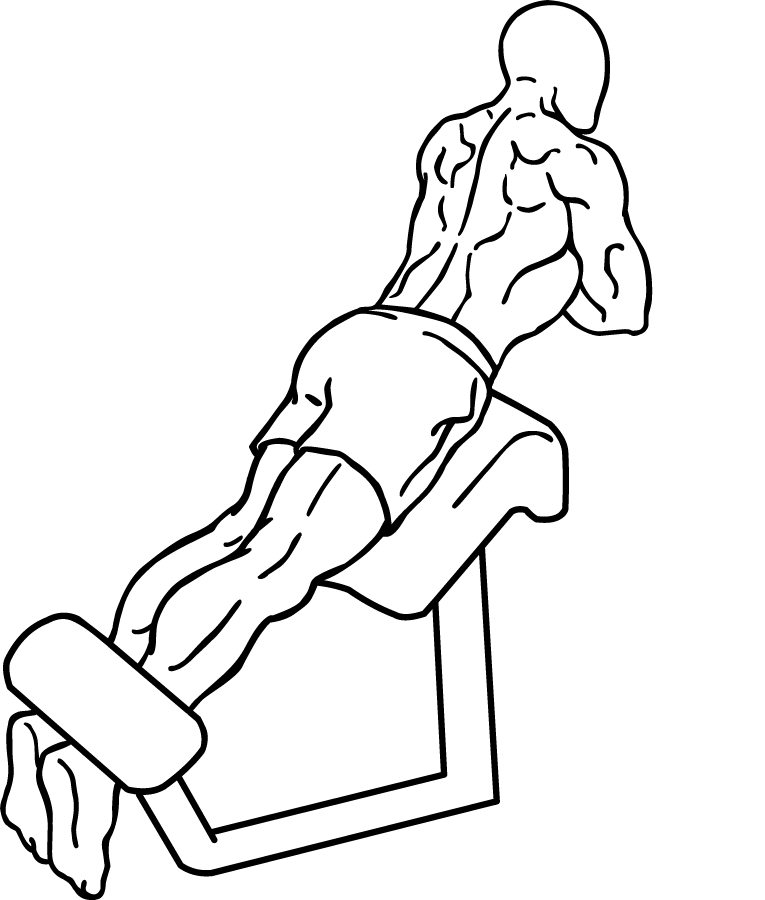
ハイパー・エクステンション(フィニッシュ)

## 具体的動作

### バック・エクステンション
1. ベンチの高さとパッドの位置を調節する。ベンチにうつ伏せになり、足首をパッドの下に入れる。上体を折り曲げ、両手を胸の前で組み、肩甲骨を寄せて胸を張る。下背部に自然なアーチをつくる。
2. 息を吸いながら上体をゆっくりと上げる。
3. 上体が水平になり、体幹がまっすぐになったら、2秒ほどその姿勢を保持する。
4. 息を吐きながらゆっくりと元の姿勢に戻る。
5. 2~4を繰り返す。

### ハイパー・エクステンション
1. ベンチの高さとパッドの位置を調節する。ベンチにうつ伏せになり、足首をパッドの下に入れる。上体を折り曲げ、両手を胸の前で組み、肩甲骨を寄せて胸を張る。下背部に自然なアーチをつくる。
2. 息を吸いながら上体をゆっくりと上げる。
3. 体幹がまっすぐになったら、2秒ほどその姿勢を保持する。
4. 息を吐きながらゆっくりと元の姿勢に戻る。
5. 2~4を繰り返す。